# Pfarrkirche Brixlegg

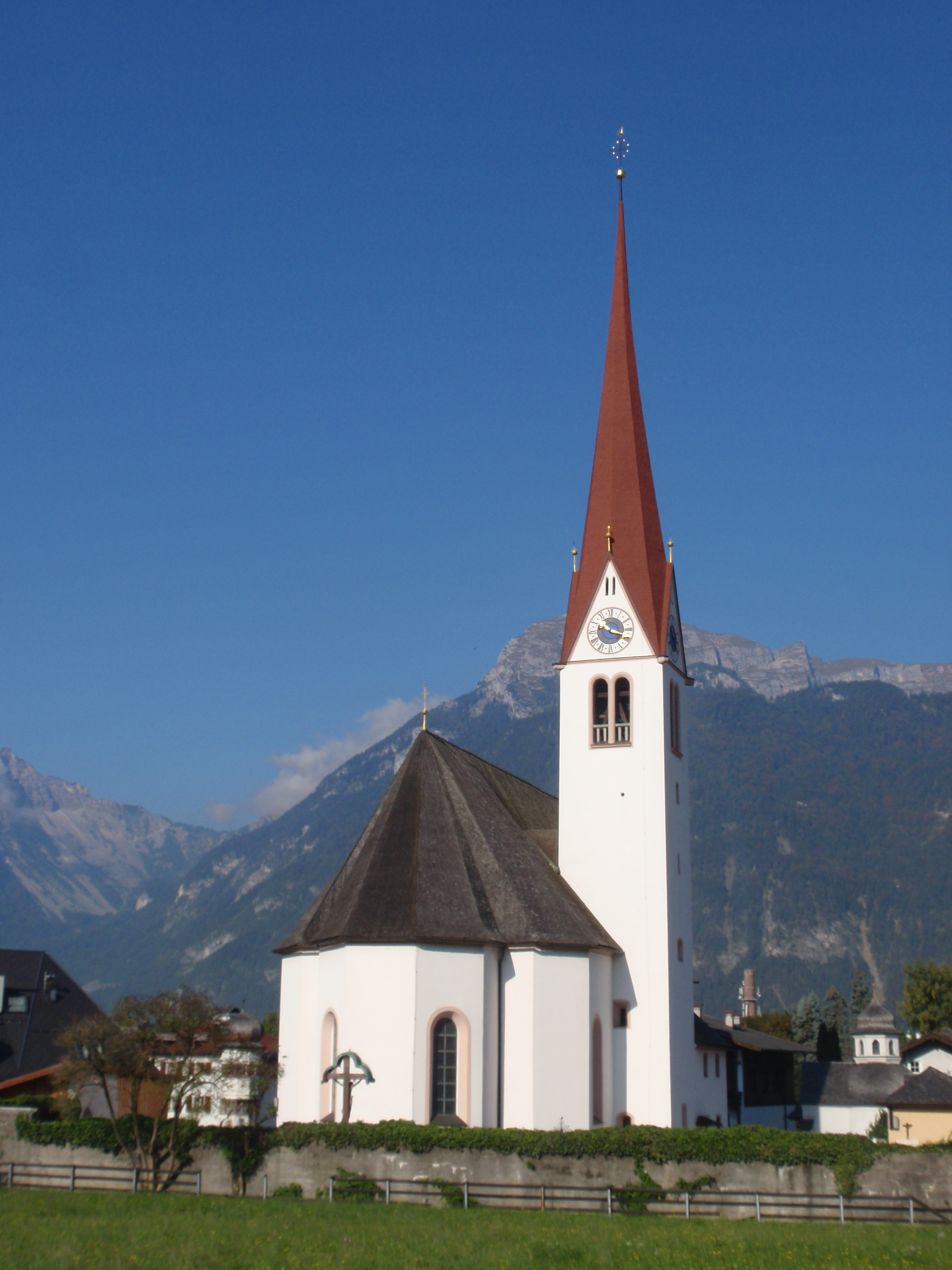
Katholische Pfarrkirche Unsere Liebe Frau in Brixlegg

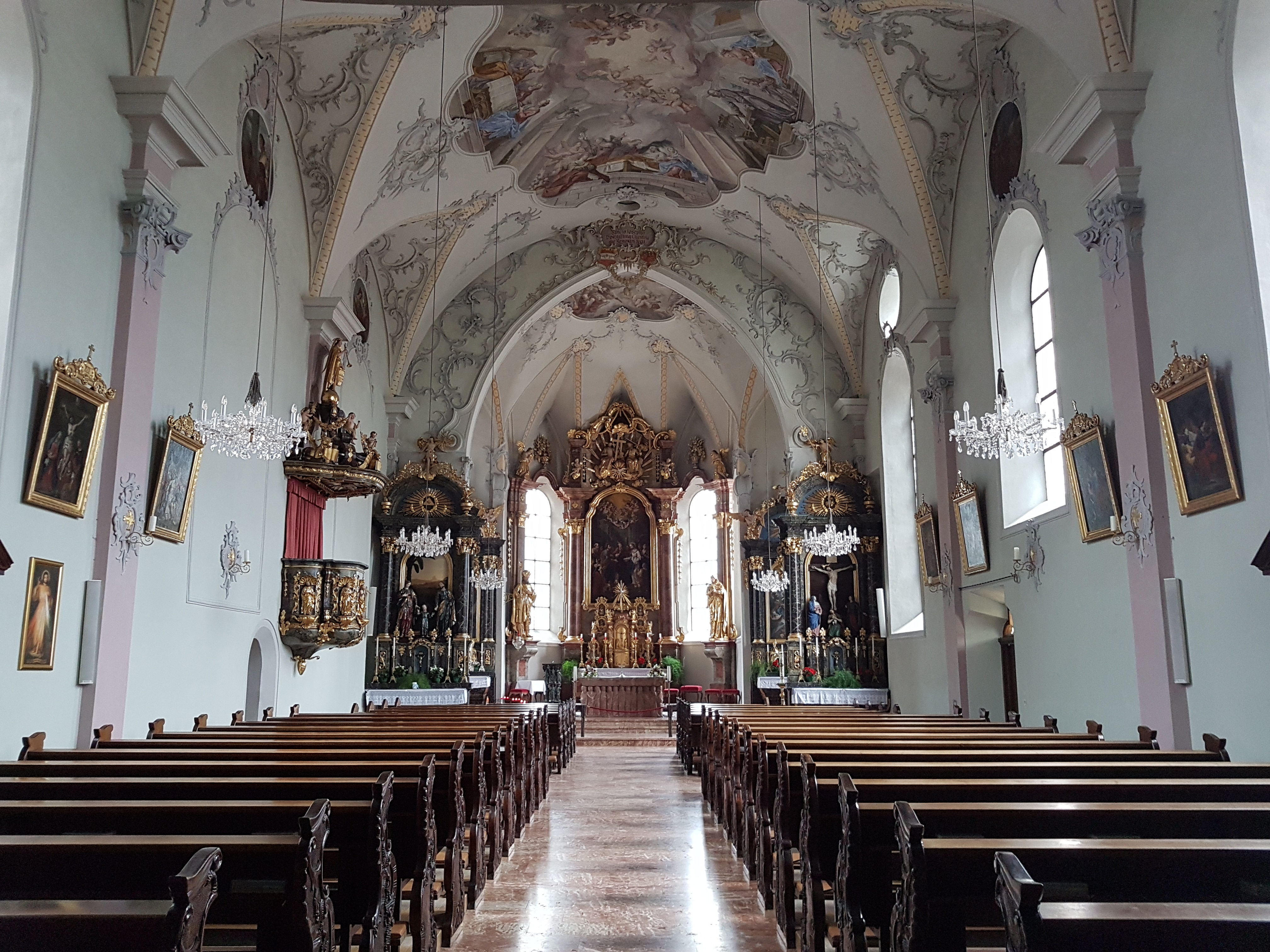
Langhaus, Blick zum Chor

Die Pfarrkirche Brixlegg steht leicht erhöht in der Marktgemeinde Brixlegg im Bezirk Kufstein in Tirol. Die dem Patrozinium Unserer Lieben Frau Vermählung (ursprünglich hl. Josef) unterstellte römisch-katholische Pfarrkirche gehört zum Dekanat Reith im Alpbachtal in der Erzdiözese Salzburg. Die Kirche und der Friedhof stehen unter Denkmalschutz (Listeneintrag).

## Geschichte
In der Notitia Arnonis von 788 wird Brixlegg als Prisslech erstmals urkundlich erwähnt und eine Kirche genannt, die der Erzbischof von Salzburg mit vielen anderen Kirchen im Unterinntal durch eine Schenkung der Aribonen erhalten hatte. Diese Kirche wurde vermutlich in den Ungarneinfällen zwischen 907 und 955 zerstört und nicht wieder aufgebaut. Ihre Lage und ihr Aussehen sind nicht bekannt, an der Stelle der heutigen Kirche wurden bei Grabungen keine Spuren eines Vorgängerbaus gefunden. 1357 und 1416 wird die Filialkirche in Mehrn als einziges Gotteshaus in der Gegend erwähnt. 
Mit dem aufstrebenden Bergbau und der rasch wachsenden Knappensiedlung wurde der Bau einer neuen Kirche notwendig. Dieser wurde 1508 begonnen und vermutlich auf Weisung Kaiser Maximilians aus den Einnahmen des Bergbaus finanziert. Der Baumeister war vermutlich Jörg Steyrer von der Hagauer Bauhütte. Am 23. Juli 1520 weihte Bischof Berthold Pürstinger von Chiemsee die Kirche dem hl. Josef. 1572 wurden Turm und Chorgewölbe durch ein Erdbeben schwer beschädigt und erneuert. 1653 wurde das Langhaus, das vorher mit einer flachen Holzbalkendecke versehen war, mit einem Gewölbe ausgestattet. 1768 wurde die spätgotische Kirche barockisiert, die Rippen des gotischen Gewölbes wurden abgeschlagen und dieses mit Fresken geschmückt. 1974 wurde die Kirche renoviert.
Die Seelsorge an der Filialkirche wurde zunächst von Reith aus besorgt, 1682 übernahmen die Augustiner aus Rattenberg die Gottesdienste in der Kirche. Ab 1786 wohnte ein Priester („Lokalkaplan“) im Ort, 1891 wurde Brixlegg zur eigenständigen Pfarre erhoben.

## Architektur

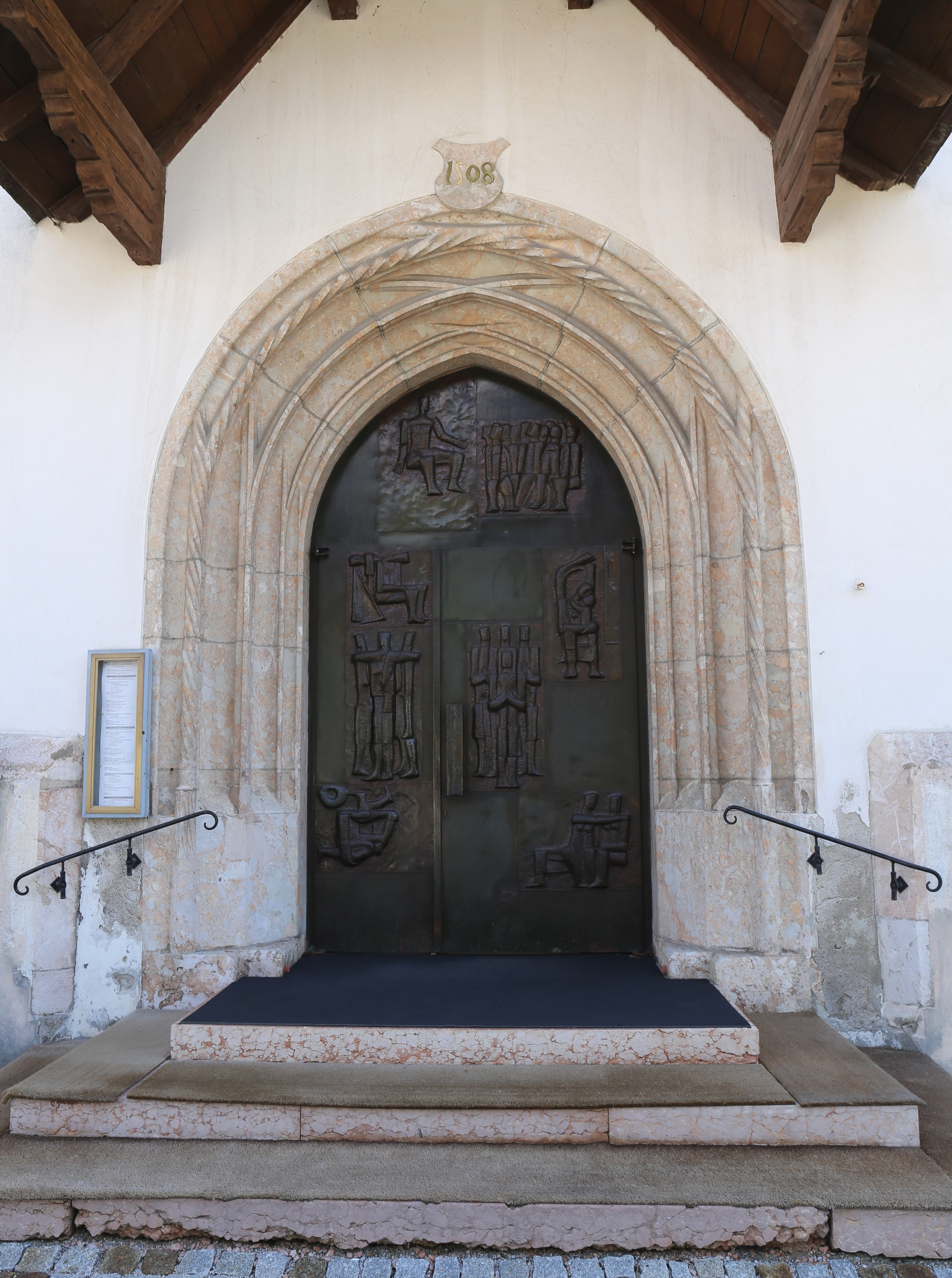
Westportal

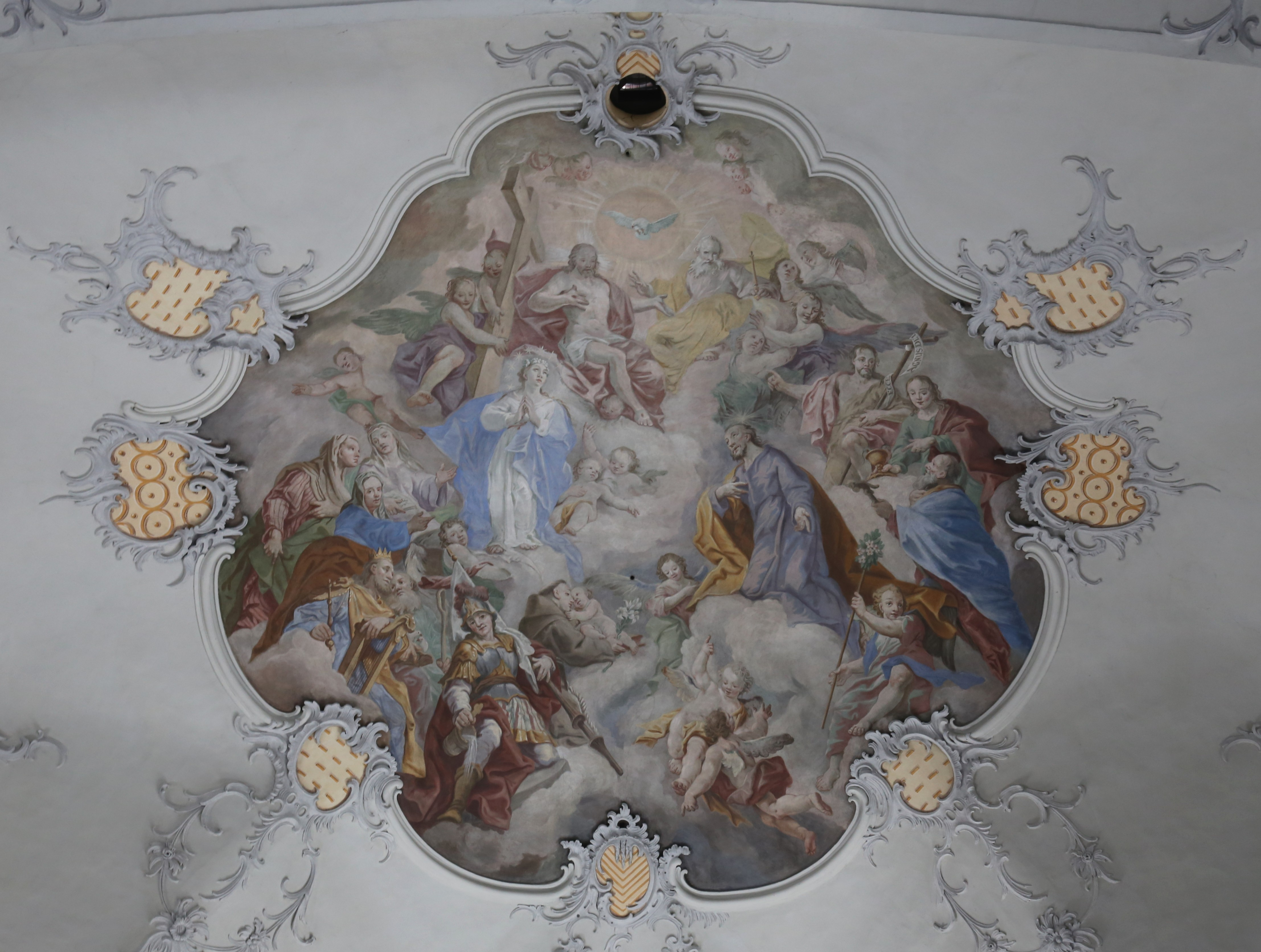
Chorfresko Glorie des hl. Josef

Die nach Südosten orientierte, spätgotische Kirche besteht aus einem einschiffigen, vierjochigen Langhaus und einem Chor mit kleeblattförmigem Grundriss. Nördlich am Chor steht der gotische Turm mit rundbogigen Zwillingsfenstern und Spitzgiebeldach, westlich die später angebaute Sakristei. An der Südseite befindet sich ein schulterbogiges Portal mit Verstäbungen. Das Westportal aus rötlichem Hagauer Marmor, inschriftlich 1508 datiert, ist spitzbogig und dreifach gekehlt. Die Tür wurde 1967 von Elmar Kopp mit in Kupfer getriebenen Reliefs als „Tor der Barmherzigkeit“ gestaltet.
Im Inneren wird das Langhaus von einer Stichkappentonne über Wandvorlagen mit Pilastern und Gebälkstücken überwölbt. Die im Mittelteil gebaucht vorschwingende Westempore wird von rotmarmornen Säulen gestützt. Der eingezogene spitzbogige Triumphbogen trägt im Scheitel eine Kartusche mit der Renovierungsinschrift 1768. Der Chor mit drei polygonalen Konchen weist ein gotisches Gewölbe mit schmalen Stichkappen auf.
Die Deckenfresken schuf 1768 Christoph Anton Mayr im Stil des Rokoko mit Motiven aus dem Leben des hl. Josef, des ursprünglichen Kirchenpatrons. Im ersten Feld sind mehrere Szenen dargestellt: ein Engel erscheint Josef im Traum, die Flucht nach Ägypten und die Rückkehr aus Ägypten (Heiliger Wandel). Das zweite Feld zeigt den zwölfjährigen Jesus im Tempel, das dritte den Tod des hl. Josef. Das Chorfresko zeigt den hl. Josef vor der Dreifaltigkeit und Maria, umgeben von weiteren Heiligen. Der Stuck stammt von Anton Gigl aus derselben Zeit.
Der Altarraum ist mit einer einfachen Stuckierung mit Blatt- und Eierstäben von 1692 gestaltet, an den Chorwänden finden sich Fresken des unbekannten Malers M. P. von 1692, die den Drachenkampf des hl. Georg und die Mantelspende des hl. Martin zeigen.

## Ausstattung

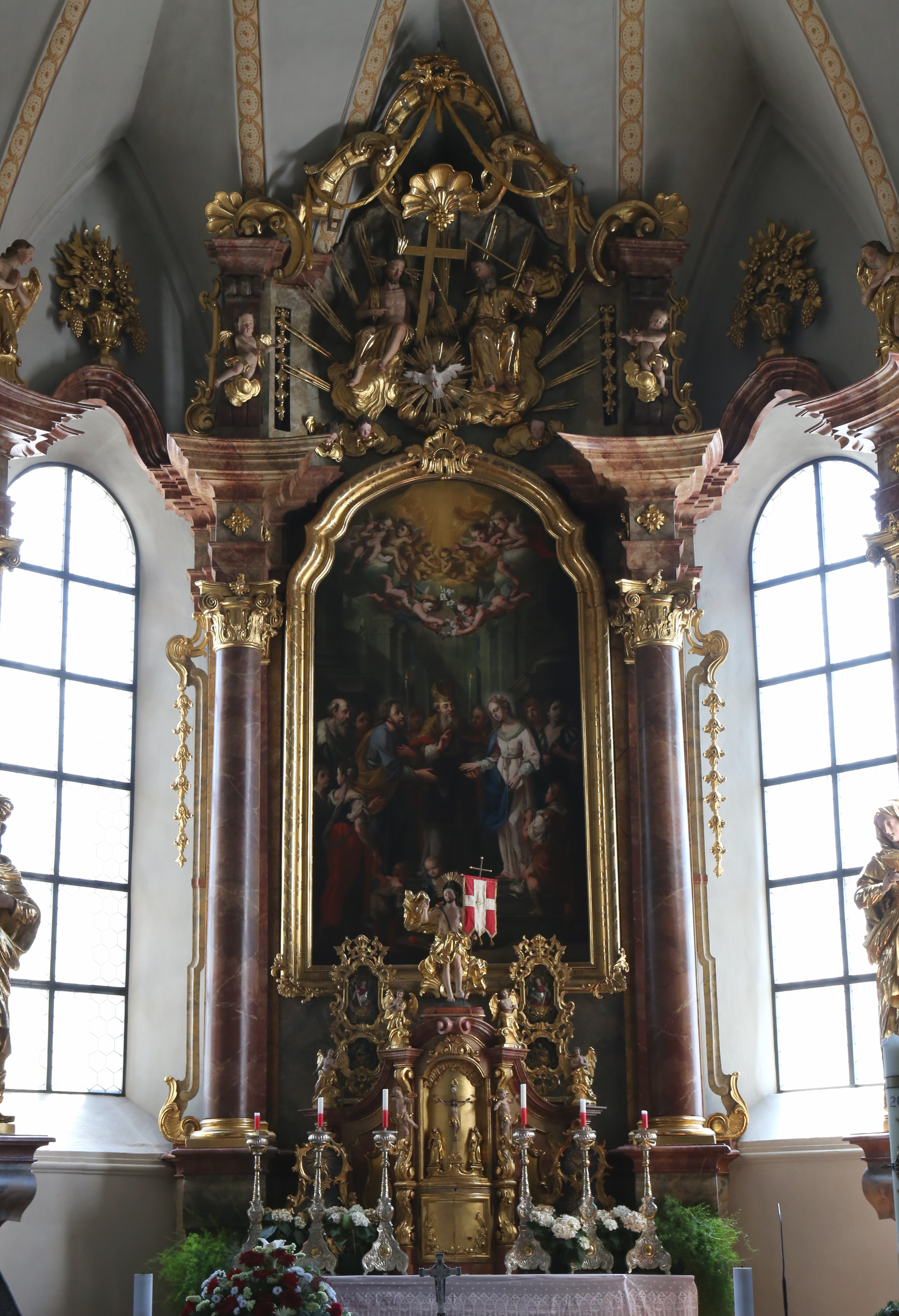
Hochaltar

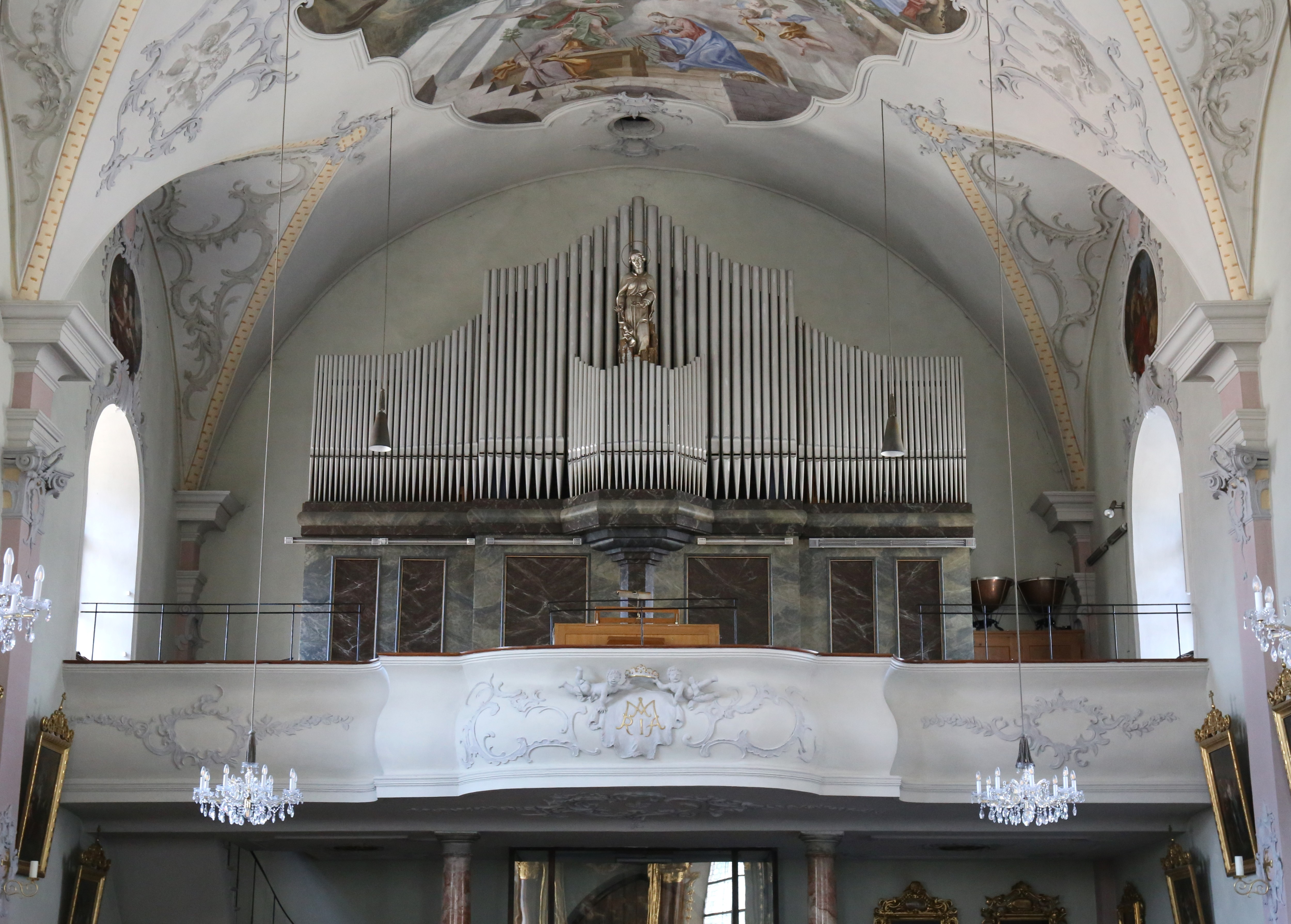
Orgelempore

Der Hochaltar wurde 1692 aufgestellt, aus diesem Jahr stammt auch das Altarblatt von Kaspar Waldmann. Es zeigt die Vermählung Mariens im Stil des Manierismus nach dem Vorbild des Hochaltarbilds der Innsbrucker Servitenkirche, das 1628 von Martin Theophil Polak gemalt wurde. Die Dreifaltigkeitsgruppe im Aufsatz, die seitlichen Statuen Joachim und Anna sowie die Engelsstatuen wurden 1768 von Franz Stitz geschaffen.
Die vorderen Seitenaltäre wurden von Michael Mayr aus Mehrn um 1700 gebaut und sind mit Altarbildern von Kaspar Waldmann von 1707 versehen, die links Maria Immaculata und rechts den hl. Antonius von Padua zeigen. Am hinteren linken Seitenaltar steht eine Skulptur des Heiligen Wandels von Franz Stitz von 1768 vor einer gemalten Landschaft. Der rechte hintere Seitenaltar zeigt eine vermutlich 1849 geschaffene Kreuzigungsgruppe von Franz Serafikus Nißl.
Nach der Liturgiereform des zweiten Vatikanischen Konzils wurde 1974 der Volksaltar von Erich Ghezzi geschaffen. Die Mensa zeigt Maria zwischen Aposteln und frühchristlichen Heiligen als das „Pfingsten der Kirche“, die Platte aus Kramsacher Marmor stammt von 1520. Der ebenfalls von Erich Ghezzi 1977 geschaffene Ambo zeigt als „Säule des Glaubens“ drei übereinander liegende Zonen mit Szenen aus dem Neuen Testament.
Der Kanzelkorb wurde um 1700 von Michael Mayr geschaffen, der Schalldeckel um 1800 ergänzt.
Die hochbarocken Stuhlwangen des Gestühls sind in Löwengestalt geschnitzt und eine Anspielung auf Daniel in der Löwengrube, der als Schutzpatron des Bergbaus gilt.
Den Kreuzweg schuf Martin Stigger 1784.
Die elektropneumatische Orgel baute Karl Reinisch’s Erben 1948. Eine Glocke nennt Johann Heinrich Wickrath 1689.